# Système d'interconnexion de câblage électrique

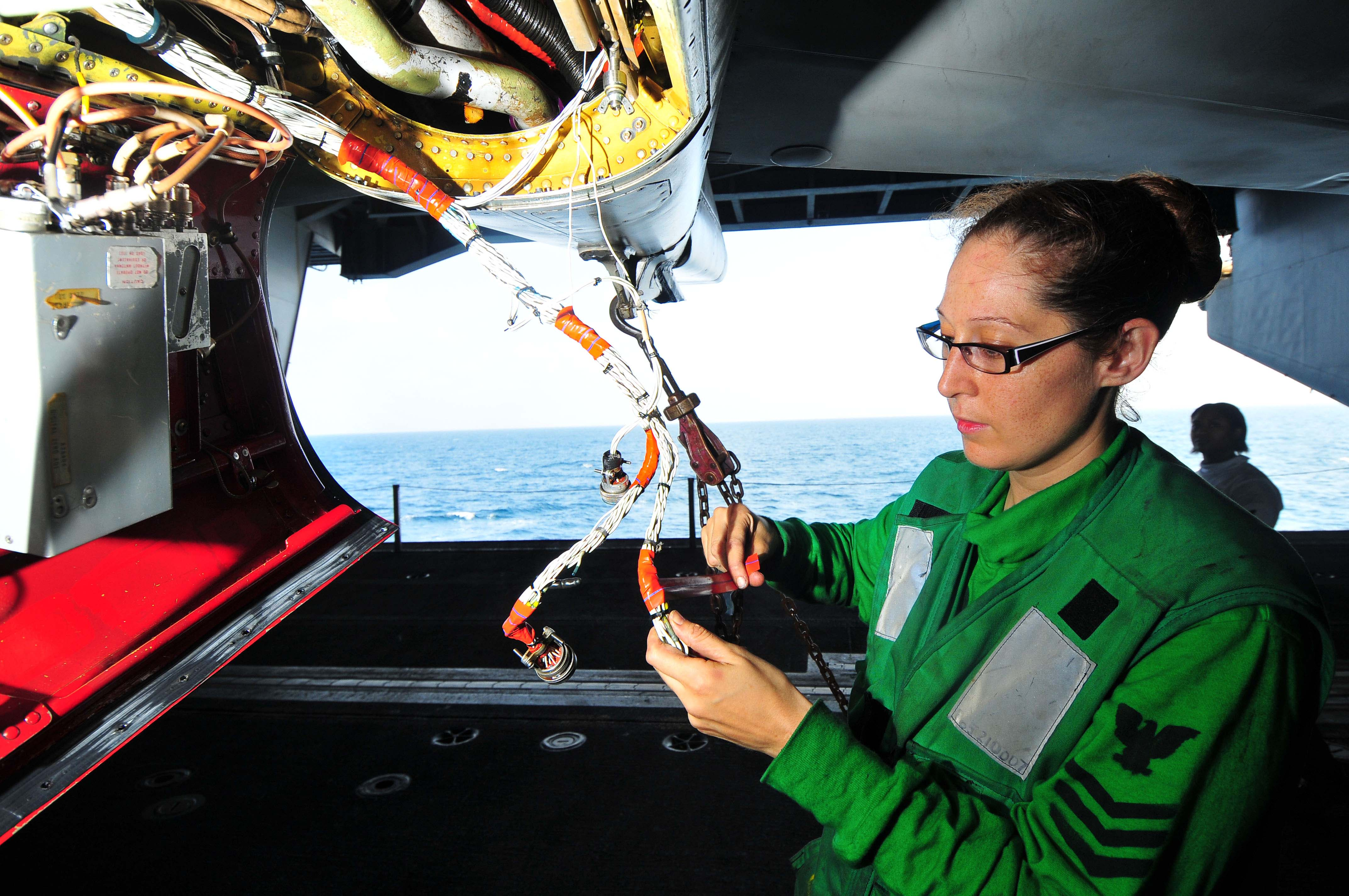
GOLFE D'OMAN (nov. 24, 2009) Technicien en électronique d'aviation 1re classe Kristina Perham, affecté à la Black Ravens of Electronic Attack

Le système d'interconnexion de câblage électrique (en anglais Electrical Wiring Interconnection System (EWIS)) fait référence à l'ensemble des câblages électriques de systèmes complexes, comme ceux des avions modernes.

## Définition
D'après la définition de la DGAC, il s'agit de « n'importe quel dispositif de fils électriques, de câblages électriques, y compris la connectique associée, installé dans n’importe  quelle partie d’un avion ».
Après l'explosion du Vol 800 TWA, la FAA a décidé de créer un comité (ASTRAC) pour discuter sur le vieillissement des câblages aéronautiques, et a lancé des études spécifiques,. 
Ceux-ci baignent parfois dans des fluides agressifs et sont périodiquement inspectés.
Depuis plusieurs années les avions sont entièrement informatisés et dépendants de la transmission des données par le filaire.
Des nouvelles technologies apparaissent tel que les câbles aluminium ou autre câbles informatiques.
L'utilisation des courants porteurs en ligne et le développement de systèmes de diagnostic par réflectométrie pour augmenter la sécurité sont aussi à l'étude.